# Floyd D. Rose
Floyd D. Rose (1948) è un musicista e ingegnere statunitense.
Noto per aver inventato il sistema "Floyd Rose Locking Tremolo" alla fine del 1970, ha successivamente dato vita all'omonima società per la produzione e licenza dei suoi prodotti.
Questo sistema di doppio bloccaggio delle corde è famoso per la sua capacità di mantenere un'accordatura stabile sulla chitarra, nonostante l'uso ripetuto della leva e ampie variazioni di tono. Il suo progetto è stato poi riconosciuto tra le 10 innovazioni che più hanno cambiato la storia della chitarra.